# Paracrobunus
Genre
Paracrobunus est un genre d'opilions laniatores de la famille des Epedanidae.

## Distribution
Les espèces de ce genre sont endémiques de Palawan aux Philippines.

## Liste des espèces
Selon World Catalogue of Opiliones (26/06/2021) :
- Paracrobunus bimaculatus Suzuki, 1977
- Paracrobunus similis Suzuki, 1982

## Publication originale
- Suzuki, 1977 : « Report on a collection of opilionids from the Philippines. » Journal of Science of the Hiroshima University, vol. 27, p. 1–120.